# Filmschritt
Der Filmschritt ist die je Phasenbild versetzte Filmlänge in den kinematografischen Geräten Kamera, Kopiermaschine, Projektor, Betitelungsanlage usw. Er ist weltweit genormt durch nationale und internationale Vereinbarungen.

## Übersicht
Normalfilm: 19,000 Millimeter
Schmalfilm 16: 0.3000" (Zoll) bzw. 7,620 Millimeter
Kleinfilm 9,5: 7,540 Millimeter
Kleinfilm Normal-8 (Regular Eight): 0.1500" bzw. 3,810 Millimeter
Kleinfilm Super-8/Single·8: ein sechstel Zoll (4,233 mm)
Breitfilm 65/70 (Todd-AO): 23,750 Millimeter; auch 71,25 Millimeter (IMAX) und 38 Millimeter
Nicht zu verwechseln mit dem Filmschritt ist der Lochabstand in der Filmperforation, denn da gibt es unterschiedliche Maße für spezielle technische Erfordernisse. So werden Bildaufnahmematerialien im Allgemeinen mit um 2 Promille kleinerem Lochabstand perforiert, damit das daraus entstehende Original beim Kopieren zur Geometrie von Zahnkranz-Kopiermaschinen passt.
Neben dem Normalfilmschritt spricht man vom halben Filmschritt, zum Beispiel bei Techniscope, und vom Dreilochschritt, salopp auch Zwei-Perf.(orationslöcher-Schritt), Drei-Perf. usw.